# Vicenza Calcio 2004-2005
Questa voce raccoglie le informazioni riguardanti il Vicenza Calcio nelle competizioni ufficiali della stagione 2004-2005.

## Stagione
Nella stagione 2004-2005 il Vicenza disputò il quarto campionato consecutivo di Serie B, raccogliendo 49 punti con il diciassettesimo posto, frutto di 12 vittorie, 13 pareggi e 17 sconfitte. Per la prima volta nel campionato di Serie B furono previsti i Play-out, che però il Vicenza perse contro la Triestina, retrocedendo in Serie C1. Per questa stagione molto sofferta l'allenatore fu il bassanese Maurizio Viscidi, il quale venne esonerato alcuni giorni dopo la sconfitta (2-0) contro il Treviso del 26 marzo 2005. Al suo posto la società chiamò il tecnico Gianfranco Bellotto che guidò la squadra solo per tre partite, finite tutte in parità. Venne nuovamente richiamato sulla panchina Viscidi, ma il Vicenza in crisi, riuscì a vincere una sola volta, da aprile in poi, chiudendo 17º (ad un punto sopra la Triestina) e perdendo i due spareggi salvezza contro la squadra alabardata: (2-0) in terra giuliana e (0-2) al Menti. Al termine del campionato molte sorprese furono però dietro l'angolo, cattive per alcune compagini, ma buone per i vicentini: il Genoa vincitore del campionato, venne retrocesso in Serie C1 per un illecito sportivo, mentre per problemi economici il Perugia e la Salernitana non poterono iscriversi al campionato di Serie B che le competeva, sicché il Vicenza fu ripescato in Serie B con il Pescara ed il Catanzaro, che sul campo erano retrocessi con berici.
Nel dicembre 2004 una svolta importante riguardò il Vicenza, con il ritorno nella società di imprenditori locali, e la nomina a presidente di Sergio Cassingena, a seguito dell'acquisto del pacchetto azionario dalla società britannica ENIC, mai particolarmente amata dalla tifoseria. Miglior realizzatore stagionale risultò Stefan Schwoch con 12 reti alla sua quarta stagione vicentina, bene andò anche Massimo Margiotta con 10 reti. Nella Coppa Italia il Vicenza disputò il terzo girone di qualificazione, vinto dalla Triestina.

## Rosa
| N. |                                | Ruolo | Calciatore          |
| -- | ------------------------------ | ----- | ------------------- |
| 1  | Italia (bandiera)              | P     | Giorgio Sterchele   |
| 2  | Italia (bandiera)              | D     | Roberto Vitiello    |
| 3  | Italia (bandiera)              | D     | Paolo Vanoli        |
| 4  | Italia (bandiera)              | C     | Davide Drascek      |
| 5  | Italia (bandiera)              | C     | Federico Crovari    |
| 6  | Italia (bandiera)              | D     | Paolo Guastalvino   |
| 7  | Italia (bandiera)              | C     | Gilberto Zanoletti  |
| 8  | Italia (bandiera)              | C     | Paolo Cristallini   |
| 9  | Italia (bandiera)              | A     | Stefan Schwoch      |
| 10 | Italia (bandiera)              | C     | Massimo Bonanni     |
| 11 | Francia (bandiera)             | C     | Julien Rantier      |
| 12 | Italia (bandiera)              | P     | Giorgio Giaretta    |
| 13 | Italia (bandiera)              | D     | Valerio Foglio      |
| 14 | Italia (bandiera)              | D     | Nicola Dorio        |
| 16 | Serbia e Montenegro (bandiera) | D     | Dražen Bolić        |
| 17 | Italia (bandiera)              | C     | Diego Di Gennaro    |
| 17 | Italia (bandiera)              | A     | Stefano Pietribiasi |
| 18 | Italia (bandiera)              | C     | Davide Biondini     |

| N. |                                | Ruolo | Calciatore              |
| -- | ------------------------------ | ----- | ----------------------- |
| 19 | Italia (bandiera)              | D     | Massimo Paganin         |
| 20 | Italia (bandiera)              | A     | Pierpaolo Nodari        |
| 21 | Italia (bandiera)              | C     | Luca Rigoni             |
| 22 | Italia (bandiera)              | A     | Massimo De Martin       |
| 22 | Italia (bandiera)              | P     | Luca Calisesi           |
| 23 | Italia (bandiera)              | D     | Cristian Adami          |
| 24 | Paraguay (bandiera)            | A     | Julio Valentín González |
| 25 | Serbia e Montenegro (bandiera) | P     | Vlada Avramov           |
| 26 | Italia (bandiera)              | D     | Mattia Masiero          |
| 27 | Italia (bandiera)              | C     | Simone Padoin           |
| 28 | Italia (bandiera)              | D     | Emanuele Pesoli         |
| 29 | Italia (bandiera)              | A     | Massimo Margiotta       |
| 30 | Italia (bandiera)              | D     | Carlo Cherubini         |
| 31 | Italia (bandiera)              | C     | Paolo De Crescenzo      |
| 32 | Italia (bandiera)              | D     | Riccardo Fissore        |
| 33 | Italia (bandiera)              | C     | Damiano Moscardi        |
| 34 | Italia (bandiera)              | D     | Devis Nossa             |

## Risultati

### Serie B

#### Girone di andata
| Arbitro: | Banti (Livorno) |

|               |           |  |
| Margiotta 52’ | Marcatori |  |

| Arbitro: | Brighi (Cesena) |

|                |           |  |
| Kanyengele 11’ | Marcatori |  |

| Arbitro: | Tombolini (Ancona) |

|                                      |           |                              |
| Schwoch 24’ Rantier 75’ Moscardi 79’ | Marcatori | 33’ Alteri 90+2’ Vantaggiato |

| Arbitro: | De Marco (Chiavari) |

|                          |           |             |
| Carobbio 22’ Bonazzi 65’ | Marcatori | 53’ Schwoch |

| Arbitro: | Cassarà (Palermo) |

|                                                     |           |                       |
| Schwoch 55’, 90+1’ (rig.) Bonanni 57’ Cherubini 61’ | Marcatori | 37’ Pepe 66’ Beghetto |

| Arbitro: | Rodomonti (Roma) |

|                                                                   |           |                              |
| Sottil 11’ Lazetic 37’ Gemiti 52’ Milito 75’ (rig.) Makinwa 90+3’ | Marcatori | 27’ Vitiello 90+2’ Zanoletti |

| Vicenza 10 ottobre 2004, ore 15:00 7ª giornata | Vicenza               | 0 – 0 | Pescara | Stadio Romeo Menti\| Arbitro: \| Squillace (Catanzaro) \| |
| Arbitro:                                       | Squillace (Catanzaro) |       |         |                                                           |

| Arbitro: | Ayroldi (Molfetta) |

|             |           |                                        |
| Cavalli 84’ | Marcatori | 26’, 66’ Vitiello 78’ (rig.) Margiotta |

| Arbitro: | Castellani (Verona) |

|                          |           |                     |
| Moscardi 56’ Bonanni 59’ | Marcatori | 10’ (aut.) Gonzalez |

| Arbitro: | Tagliavento (Terni) |

|  |           |               |
|  | Marcatori | 14’ Reginaldo |

| Arbitro: | Giannoccaro (Lecce) |

|                 |           |  |
| Bucchi 21’, 67’ | Marcatori |  |

| Arbitro: | Pantana (Macerata) |

|                                                 |           |  |
| Schwoch 23’, 31’ (rig.), 61’ Margiotta 33’, 41’ | Marcatori |  |

| Arbitro: | M. Mazzoleni (Bergamo) |

|                            |           |  |
| Di Loreto 47’ Do Prado 81’ | Marcatori |  |

| Arbitro: | Collina (Viareggio) |

|             |           |                         |
| Schwoch 82’ | Marcatori | 37’ Marazzina 43’ Pinga |

| Arbitro: | Squillace (Catanzaro) |

|                                          |           |             |
| Ferrarese 24’ Zaniolo 80’ Benjamin 90+1’ | Marcatori | 52’ Bonanni |

| Arbitro: | Cruciani (Pesaro) |

|                         |           |          |
| Bonanni 24’ Crovari 60’ | Marcatori | 41’ Lodi |

| Arbitro: | Squillace (Catanzaro) |

|                            |           |              |
| Sommese 83’ Fabbrini 90+1’ | Marcatori | 20’ Moscardi |

| Arbitro: | Cruciani (Pesaro) |

|                                                         |           |                                |
| Gervasoni 53’ Iunco 61’ Italiano 69’ Bogdani 73’, 90+4’ | Marcatori | 22’, 46’ Bonanni 80’ L. Rigoni |

| Arbitro: | Palanca (Roma) |

|                                |           |                   |
| Schwoch 21’ (rig.) Bonanni 81’ | Marcatori | 60’ (rig.) Godeas |

| Arbitro: | Giannoccaro (Lecce) |

|                               |           |  |
| Sibilano 39’ Dionigi 50’, 60’ | Marcatori |  |

| Arbitro: | Pieri (Genova) |

|                    |           |             |
| Gentile 10’ (aut.) | Marcatori | 46’ Spinesi |

#### Girone di ritorno
| Arbitro: | Carlucci (Molfetta) |

|           |           |               |
| Frick 55’ | Marcatori | 46’ Cherubini |

| Arbitro: | Squillace (Catanzaro) |

|                    |           |                                  |
| Margiotta 42’, 55’ | Marcatori | 45’ Caserta 65’ (aut.) L. Rigoni |

| Arbitro: | Ayroldi (Molfetta) |

|  |           |              |
|  | Marcatori | 62’ Vitiello |

| Arbitro: | Rodomonti (Roma) |

|                                                    |           |             |
| Crovari 2’ Gonzalez 28’ Margiotta 31’ Vitiello 86’ | Marcatori | 10’ Testini |

| Piacenza 13 febbraio 2005, ore 15:00 26ª giornata | Piacenza                    | 0 – 0 | Vicenza | Stadio Leonardo Garilli\| Arbitro: \| Girardi (San Donà di Piave) \| |
| Arbitro:                                          | Girardi (San Donà di Piave) |       |         |                                                                      |

| Arbitro: | Rosetti (Torino) |

|                          |           |                                |
| Schwoch 45+1’ Vanoli 90’ | Marcatori | 72’ (aut.) Moscardi 81’ Milito |

| Arbitro: | Preschern (Mestre) |

|                                                 |           |  |
| Mariniello 46’ Giampaolo 57’, 90+3’ Lo Nero 64’ | Marcatori |  |

| Arbitro: | Bergonzi (Genova) |

|                                                 |           |              |
| Gonzalez 9’ Schwoch 54’ Biondini 60’ Vanoli 69’ | Marcatori | 1’ Confalone |

| Arbitro: | Romeo (Verona) |

|                              |           |  |
| Anderson 69’ M. Esposito 83’ | Marcatori |  |

| Arbitro: | Racalbuto (Gallarate) |

|                         |           |  |
| Gallo 17’ Cottafava 26’ | Marcatori |  |

| Arbitro: | Castellani (Verona) |

|                 |           |              |
| Cristallini 41’ | Marcatori | 74’ O. Brevi |

| Arbitro: | Carlucci (Molfetta) |

|                   |           |             |
| Corona 43’ (rig.) | Marcatori | 90’ Fissore |

| Arbitro: | Preschern (Mestre) |

|                        |           |                           |
| Vitiello 6’ Schwoch 9’ | Marcatori | 37’ Coly 78’ G. Stendardo |

| Arbitro: | Racalbuto (Gallarate) |

|                                      |           |              |
| Vitiello 11’ (aut.) Quagliarella 32’ | Marcatori | 43’ Gonzalez |

| Arbitro: | Castellani (Verona) |

|                                             |           |           |
| Pesoli 11’ Margiotta 25’, 54’ L. Rigoni 48’ | Marcatori | 86’ Shala |

| Arbitro: | Nucini (Bergamo) |

|                               |           |             |
| Tavano 80’ (rig.), 90’ (rig.) | Marcatori | 45’ Bonanni |

| Arbitro: | P.S. Mazzoleni (Bergamo) |

|                             |           |                          |
| Fissore 42’ Cristallini 59’ | Marcatori | 20’ Campedelli 52’ Tisci |

| Vicenza 21 maggio 2005, ore 20:30 39ª giornata | Vicenza           | 0 – 0 | Verona | Stadio Romeo Menti\| Arbitro: \| Trefoloni (Siena) \| |
| Arbitro:                                       | Trefoloni (Siena) |       |        |                                                       |

| Arbitro: | P.S. Mazzoleni (Bergamo) |

|            |           |                 |
| Godeas 71’ | Marcatori | 90+4’ Margiotta |

| Vicenza 5 giugno 2005, ore 20:30 41ª giornata | Vicenza             | 0 – 0 | Bari | Stadio Romeo Menti\| Arbitro: \| Castellani (Verona) \| |
| Arbitro:                                      | Castellani (Verona) |       |      |                                                         |

| Arbitro: | Ayroldi (Molfetta) |

|                                |           |  |
| Abbruscato 8’ Spinesi 78’, 88’ | Marcatori |  |

### Play-out
| Arbitro: | Racalbuto (Gallarate) |

|                         |           |  |
| Tulli 17’ M. Rigoni 55’ | Marcatori |  |

| Arbitro: | Collina (Viareggio) |

|  |           |                 |
|  | Marcatori | 78’, 89’ Godeas |

### Coppa Italia

#### Fase a gironi
| Arbitro: | Stefanini (Prato) |

|                                  |           |                                                     |
| Margiotta 27’ Schwoch 87’ (rig.) | Marcatori | 28’ (rig.) Comandini 79’, 80’ Lazzari 90’ Marcolini |

| Arbitro: | Carlucci (Molfetta) |

|                 |           |                           |
| Elia 75’ (rig.) | Marcatori | 66’ Bonanni 71’ Margiotta |

| Arbitro: | Preschern (Mestre) |

|  |           |            |
|  | Marcatori | 1’ Testini |

## Marcatori biancorossi
* ceduto nel corso della stagione